# Francisco Benítez
Francisco Aday Benítez Caraballo (ur. 16 września 1987 w Sentmenat) – hiszpański piłkarz występujący na pozycji pomocnika w Gironie.